# Regionalliga Südwest (Basketball)
Die Regionalliga Südwest ist eine Basketballliga vom DBB und umfasst folgende Bundesländer Baden-Württemberg, Rheinland-Pfalz, Hessen und Saarland.

## Ligen

### Männlich
- 1. Regionalliga Südwest ist die Höchste Regionalliga über der Regionalliga ist die ProB
- 2. Regionalliga Baden-Württemberg Männer diese Liga wird nur im Gebiet vom BBW ausgeübt.
- 2. Regionalliga Herren Nord diese Lige wird in Rheinland-Pfalz, Hessen und Saarland ausgeübt.

### Weiblich
- Regionalliga Baden-Württemberg Frauen
- Regionalliga Damen Nord

Im Weiblichen Bereich gibt es nur zwei Regionalligen die unterteilt sind zwischen Baden-Württemberg und Rheinland-Pfalz, Hessen und Saarland.

## Mannschaften

### Männlich

#### Mannschaften der 1. Regionalliga
| Mannschaft                       | Spielort      | Spielhalle                 |
| -------------------------------- | ------------- | -------------------------- |
| BBU 01 Ulm                       | Ulm           | Main Court                 |
| SV Fellbach Flashers             | Fellbach      | Gäuäckersporthalle I       |
| Sunkings Saarlouis               | Saarlouis     | Sporthalle am Stadtgarten  |
| MTV Stuttgart                    | Stuttgart     | Sporthalle West            |
| vamos! TSG Söflingen             | Ulm-Söflingen | Theodor-Pfizer-Sporthalle  |
| TV Langen                        | Langen        | Georg-Sehring-Halle        |
| SG Mannheim                      | Mannheim      | GBG-Halle (Herzogenried)   |
| TSG Reutlingen Ravens            | Reutlingen    | Isolde-Kurz-Gymnasium      |
| Lich Basketball                  | Lich          | Dietrich-Bonhoeffer-Halle  |
| Vfl Bensheim                     | Bensheim      | AKG-Sporthalle             |
| Basketball Akademie Gießen 46ers | Gießen        | Sporthalle Ost             |
| MTV Kronberg                     | Kronberg      | Altkönigschule Sporthalle  |
| Bona Baskets Limburg             | Limburg       | Sporthalle Tilemann-Schule |
| SV 03 Tigers Tübingen            | Tübingen      | Uhlandhalle                |

#### Mannschaften der 2. Regionalliga

##### 2. Regionalliga Baden-Württemberg Männer
(Quelle: )
- KKK Haiterbach
- USC Freiburg
- TSG Heilbronn
- BG Remseck
- KuSG Leimen
- USC Heidelberg 2
- PKF Titans Stuttgart
- TSV Wieblingen Füchse
- PS Karlsruhe LIONS 2
- BG Karlsruhe
- SG EK Karlsruhe
- SV Möhringen
- TSG Schwäbisch Hall Flyers

###### 2. Regionalliga Herren Nord
(Quelle: )
- BC Neu-Insenburg
- TuS Makkabi Frankfurt
- SG TV Dürkheim-BI Speyer 2
- SG Lützel-Post Koblenz 2
- TV Langen 2
- 1. FC Kaiserslautern
- Eintracht Frankfurt
- TSG Heidesheim
- ASC Theresianum Mainz
- BC Gelnhausen
- SG Weiterstadt
- TV Bad Bergzabern

### Weiblich

#### Regionalliga Baden-Württemberg
- Baskets Ladies Kurpfalz
- BBU'01 Ulm
- BV Hellas Esslingen
- Ladyskunks TV Fb.-Herdern
- MTV Stuttgart 2
- SSC Karlsruhe
- SV Möhringen
- TG Nürtingen
- TG Sandhausen
- TSG Schwäbisch Hall Fyers
- Tu Durlach
- USC Heidelberg 2

#### Regionalliga Damen Nord
- ASC Theresianum Mainz 2
- Dillingen Diamonds
- Eintracht Frankfurt
- HTG Bad Homburg 2
- MJC Trier
- MTV Kronberg
- SG Weiterstadt
- SV Dreieichenhain
- TSG Wieseck
- TSV Grünberg 2
- TV Hofheim
- 1. FC Kaiserslautern

## Meister
| Saison  | Mannschaft                     |
| ------- | ------------------------------ |
| 2008/09 | BC Scholz Recycling Weißenhorn |
| 2009/10 | BV Villingen-Schwenningen      |
| 2010/11 | TG 1837 Hanau                  |
| 2011/12 | Holiday Check Baskets Konstanz |
| 2012/13 | MTV Stuttgart                  |
| 2013/14 | TV 1872 Saarlouis              |
| 2014/15 | ScanPlus Baskets Elchingen     |
| 2015/16 | PS Karlsruhe LIONS             |
| 2016/17 | wiha Panthers Schwenningen     |
| 2017/18 | wiha Panthers Schwenningen     |
| 2018/19 | Morgenstern BIS Baskets        |
| 2019/20 | Arvato College Wizards         |
| 2020/21 | scanplus baskets elchingen     |
| 2021/22 | ROTH Energie Giessen Pointers  |
| 2022/23 | SV Fellbach Flashers           |